# Пахтовичі
Пахтовичі (рос. Пахтовичи) — присілок у Лодєйнопольському районі Ленінградської області Російської Федерації.
Населення становить 0 осіб. Належить до муніципального утворення Альоховщинське сільське поселення.

## Історія
Згідно із законом від 20 вересня 2004 року № 63-оз належить до муніципального утворення Альоховщинське сільське поселення.

## Населення
| 1838 | 1862 | 1997 | 2007 | 2010 | 2014 | 2015 |
| ---- | ---- | ---- | ---- | ---- | ---- | ---- |
| 22   | ↘21  | ↘2   | ↘0   | ↗2   | ↘0   | →0   |
| 2016 |      |      |      |      |      |      |
| →0   |      |      |      |      |      |      |